# Jean la Placette
Jean la Placette (19. januar 1639 – 25. april 1718) var en fransk huguenot præst, som bl.a. virkede i København som førstepræst for den reformerte menighed der i perioden 1686-1710.
La Placette blev født i Pontac i Bearn, hvor hans fader var præst. Han studerede i Montauban og blev ordineret 1660 til præst i Orthez i Bearn, men forflyttedes allerede samme år til Nay i samme Provins og ægtede Catharine de Lostalot. Her virkede han i 25 år, indtil det nantiske edikts ophævelse 1685 tvang ham til at gå i landflygtighed.
Men da hans ry som rigt begavet taler og lærd teolog allerede var gået ud over hans fædrelands grænser, behøvede han ikke at søge længe, før han fik ansættelse på ny. Han drog til
Brandenburg og var på nippet til at binde sig til embede hos kurfyrsten, da indtrængende anmodninger fra den danske dronning Charlotte Amalie kaldte ham til København, hvorhen adskillige af de franske emigrerede familier allerede var tyede.
Han kom med familie til København i foråret 1686; men endnu i flere år savnede de reformerte en kirke i hovedstaden. Efter adskillige bryderier kunne en sådan først indvies i november 1689, og la Placette blev kirkens første præst. Han nød også i denne nye menighed stor agtelse og anseelse og var dronningens stadige rådgiver; og i de vanskelige år for den reformerte menighed – bølgerne gik højt, bl.a. i Anledning af hofpræsten dr. Masius’ stridsskrifter – var dens tarv under god Ledelse hos la Placette.
Han beklædte sit embede til 1710, da han på grund af alder og svagelighed trak sig tilbage i hvilestand, men vedblev dog at være kapellan hos enkedronningen, hvem han 1711 fulgte til Kolding i anledning af pesten i København; senere ledsagede han hende til Oldenburg og blev der fra i den franske menigheds anliggender sendt til Holland. Han opholdt sig nogen tid i Haag; kom der fra til en gift datter i Utrecht, hvor han udåndede i den berømte teolog David Martins arme.
Han har udgivet en stor del moralske, asketiske og polemiske skrifter, som i sin tid nød stor anseelse. Et par enkelte er også udkommet på dansk. Erik Pontoppidan besørgede således en oversættelse af hans Den kristelige Moral i trykken (1748) og udtaler sig med stor anerkendelse derom.